# Thenjiwe Lesabe
Thenjiwe Lesabe, tên khác là Thenjiwe Khumalo, là một người theo chủ nghĩa dân tộc người Zimbabwe, đồng thời bà cũng là một giáo viên, một nữ anh hùng trong chiến tranh và là một nhà hoạt động chính trị.

## Cuộc đời và sự nghiệp
Thenjiwe Lesabe được sinh ra tại Hope Fountain gần Bulawayo vào ngày 5 tháng 1 năm 1932. Bà theo học tại Trường tiểu học White Water và sau đó được đào tạo thành giáo viên tại Hope Fountain. Bà là một giáo viên dạy tại trường tiểu học Lotshe ở Mkokoba trước khi từ chức năm 1949 và gia nhập Bantu Mirror với tư cách là một nhà báo.

## Hoạt động chính trị
Từ năm 1949 đến 1953, Thenjiwe Lesabe là một nhà hoạt động chính trị trong một câu lạc bộ xã hội có tên là Gama Sigma. Hội này tập trung vào các vấn đề xã hội dành cho người châu Phi. Năm 1957, cô tham gia Đại hội Dân tộc Nam Phi ở Nam Phi trở thành một trong những thành viên đầu tiên của đảng.
Năm 1960, bà gia nhập Đảng Dân chủ Quốc gia (NDP) và được bầu làm chủ tịch Ủy ban quận Bulawayo. Với tư cách là chủ tịch, bà đã kết hợp hai khu vực Mzilikazi và Barbourfields, và thành lập một nhánh gọi là Mziba.
Sau NDP bị cấm hoạt động và thành lập ZAPU (Liên minh Nhân dân Châu Phi Zimbabwe) sau đó, Lesabe vẫn duy trì vị trí chủ tịch của Hội Phụ nữ trong đảng mới này cho đến khi ZAPU cũng bị cấm vào năm 1962.
Lesabe vẫn duy trì hoạt động của mình mặc dù đảng đã bị cấm. Sau đó, bà trở thành thành viên của Hội đồng Giám sát Nhân dân (PCC), và đảm nhiệm vai trò Hội đồng Quốc gia. Thật không may là đảng này cũng đã tiếp tục bị cấm vào năm 1964.
Lesabe qua đời năm 2011 và bị tước đi danh hiệu anh hùng.